# Joséphine s'arrondit
Joséphine s'arrondit is een Franse komediefilm uit 2016 van Marilou Berry. De film ging in première op 15 januari op het festival international du film de comédie de l'Alpe d'Huez en vormt het vervolg op Joséphine uit 2013.

## Verhaal
Reeds twee jaar verloopt alles perfect tussen Joséphine en Gilles. Het onverwachte nieuws dat Joséphine zwanger is zet hun leven echter op zijn kop. Ondanks de nieuwe verantwoordelijkheden wil ze vermijden dat ze net als haar eigen moeder en bovenal haar man houden.

## Rolverdeling
| Acteur          | Personage         |
| --------------- | ----------------- |
| Marilou Berry   | Joséphine         |
| Mehdi Nebbou    | Gilles            |
| Medi Sadoun     | Marc, de dokter   |
| Sarah Suco      | Sophie            |
| Vanessa Guide   | Diane             |
| Cyril Gueï      | Cyril             |
| Josiane Balasko | Joséphines moeder |